# Manastir Nekresi
Manastir Nekresi (gruz.: ნეკრესის მონასტერი) je gruzijski pravoslavni manastir, koji se nalazi u regiji Kahetiji, na istoku zemlje. Osnovan je u 6. stoljeću. Smješten na jednom od najistočnijih obronaka Velikog Kavkaza, samostan je dio većeg povijesnog mjesta Nekresi, nekada cvjetajućeg grada kasne antike. U srednjovjekovnoj gruzijskoj književnoj tradiciji počeci monaštva u Nekresiju povezani su s redovnikom Abibosom iz 6. stoljeća, poznatim po kršćanskom prozelitizmu i borbi protiv zoroastrizma. Samostan je zatvoren ubrzo nakon ruskog preuzimanja gruzijske crkve 1811. godine. Nakon prekida od gotovo dva stoljeća, samostan je ponovno postao funkcionalan 2000. godine.
Manastir Nekresi nalazi se na šumovitom brežuljku poznatom kao Nazvrevi Gora (doslovno "brdo nekadašnjih vinograda") u istočnom dijelu Nekresija, nekih 3,7 km istočno zračnom linijom iz modernog sela Šilda, općina Kvareli. Riječ je o kompleksu zgrada, uključujući trocrkvenu baziliku Uznesenja Majke Božje, kapele-mrtvačnice - obje datirane u 6. stoljeće, crkvu Arkanđela Mihaela sagrađenu u 8. ili 9. stoljeću, biskupsku palaču iz 9. stoljeća, refektorij iz 12. stoljeća, obrambeni toranj iz 16. stoljeća i ostatke spremišta i drugih pomoćnih građevina. Kompleks je upisan na popis nepokretnih spomenika kulture od nacionalnog značaja Gruzije.

## Povijest
Samostan Nekresi osnovan je u 6. stoljeću. Ranije dominantno mišljenje da je prva crkva kompleksa sagrađena na mjestu zoroastrijskog svetišta u 4. stoljeću, opovrgnuto je arheološkim istraživanjima koja nisu pronašla dokaze o bilo kakvim aktivnostima na brdu prije 6. stoljeća. U tom je razdoblju došlo do porasta redovništva u istočnoj Gruziji, kojeg su popularizirali Trinaest asirskih otaca, skupina redovnika kojima je srednjovjekovna gruzijska književna tradicija pripisala osnivanje nekoliko samostana širom zemlje. Jedan od tih ljudi, sveti Abibos iz Nekresija, propovijedao je kršćanstvo među gorštacima istočno od Aragvija i borio se protiv zoroastrijskih utjecaja - jednom prilikom gaseći sveti plamen vodom - sve dok nije zarobljen i ubijen.
Iako velik dio srednjovjekovne povijesti Nekresija nije dokumentiran zapisima i pisanim dokazima, arheologija i arhitektonska analiza svjedoče o opsežnoj građevinskoj aktivnosti u samostanskom kompleksu u 9. stoljeću, čak i dok je grad Nekresi bio u nepovratnom padu. Samostan je nadalje funkcionirao kao sjedište gruzijskog biskupa, nazvanog Nekreseli. Sveti Abibos se tradicionalno smatra prvim biskupom Nekresija; nijedan lokalni mjesni biskup nije poznat po imenu do oko 1556. godine. Obrambene strukture su utvrđene tijekom relativno stabilnih vladavina uzastopnih kraljeva Kahetije, Levana (vladao 1518. – 1574.) i Aleksandra II. (vladao 1574. – 1605.)
Naknadna previranja i neprestani pljačkaški napadi iz susjednih dagestanskih plemena prisilili su biskupa da 1785. godine prebaci svoje sjedište iz samostana u relativno sigurnu crkvu Majke Božje u obližnjem selu Šilda. Ubrzo nakon preuzimanja gruzijske crkve 1811. godine od strane carske Rusije, ukinuta je biskupija Nekresi, nakon čega je uslijedilo raspuštanje samostana. Oboje su obnovljeni u modernoj Gruziji nakon pada Sovjetskog Saveza: nekadašnje biskupstvo rekonstituirano je kao Eparhija Nekresi u okviru Gruzijske pravoslavne crkve 1995. godine, a monasi su ponovno naseljeni 2000. godine. Od 2008. do 2010. godine cijeli je kompleks podvrgnut sustavnim arheološkim istraživanjima i značajnoj obnovi.

## Galerija
- Crkva Arkanđela Mihaela
- Dijelovi samostanskog kompleksa: biskupska palača (desno), kapela-mrtvačnica (lijevo), refektorij (lijevo, u prvom planu) i toranj (desno, pozadina)
- Kralj Levan, uz njegovu suprugu Tinatin i sin Aleksandra, na fresci iz 16. stoljeća u crkvi Uznesenja Majke Božje